# Цес (деревня)
Цес (нем. Tses) — деревня, находящаяся в избирательном округе Берсеба региона Карас в Намибии.
Население Цеса составляют примерно 1 000 жителей. Деревня находится на расстоянии около 1 км от автострады B2, проходящей от Виндхука до Кейптауна. Недалеко располагается деревня Берсеба и гора Бруккарос. До 1990 года Цес считался частью Намаленда.

## Политика
По результатам партийных выборов в деревне Цес в 2010 году была составлена следующая статистика:
| Партия                          | Кол-во голосов | Кол-во голосов (%) |
| ------------------------------- | -------------- | ------------------ |
| СВАПО                           | 546            | 55,49 %            |
| Демократический альянс Намибии  | 205            | 20,83 %            |
| Партия за демократию и прогресс | 187            | 19,00 %            |
| СВАНУ                           | 017            | 01,73 %            |
| Конгресс демократов             | 015            | 01,52 %            |
| недействительно                 | 014            | 01,42 %            |
| Итого                           | 984            | 100 %              |